# جونیور فلیسیو مارکز
جونیور فلیسیو مارکز (به پرتغالی: Junior Felício Marques) هافبک اهل برزیل است که در شهر Ji-Paraná و در تاریخ ۱۱ ژوئن ۱۹۸۷ به دنیا آمده است.
جونیور فلیسیو مارکز در تیم‌های فوتبال کورینتیانس سابقهٔ حضور دارد.